# Pine Hill, Alabama
Pine Hill là một thị trấn thuộc quận Wilcox, tiểu bang Alabama, Hoa Kỳ. Dân số năm 2009 là 878 người, mật độ đạt 89 người/km².